# Almerinda Correia
Almerinda Correia (Sesimbra, 9 de março de 1920- Almada, 19 de dezembro de 1997) é uma atleta medalhada do atletismo português, detentora de dez títulos de atletismo, cinco deles no lançamento do peso feminino, três no lançamento do disco feminino e dois no lançamento do dardo feminino. Representou o União Sport Club Almadense e, após a fusão deste com o Pedreirense Futebol Clube, passou a fazer parte do Almada Atlético Clube. Casou em outubro de 1942 com Romeu Correia, o homem que a iniciou na prática desportiva e se tornou seu treinador. Recebeu em vida a Medalha de Ouro Cidade de Almada, por mérito desportivo, e em 2000 recebeu a Medalha de Bons Serviços Desportivos, por toda a sua história, prestígio e feitos.

## Biografia
De 1942 a 1948, enquanto praticante de atletismo, conquistou cinco campeonatos de Portugal e seis de Lisboa. No seu palmarés desportivo destacam-se ainda onze segundos lugares e dezasseis terceiros. Competiu em corridas, saltos e lançamentos, tendo-se destacado sobretudo no peso, disco e no dardo.

Como curiosidade desportiva, Almerinda Correia foi a primeira atleta a representar o Almada Atlético Clube, fundado a 20 de julho de 1944, e ao sagrar-se campeã nacional por um clube ainda sem bandeira, fez subir a sua camisola de treinos (costurada por si) no mastro de honra do Estádio Nacional, em Lisboa.

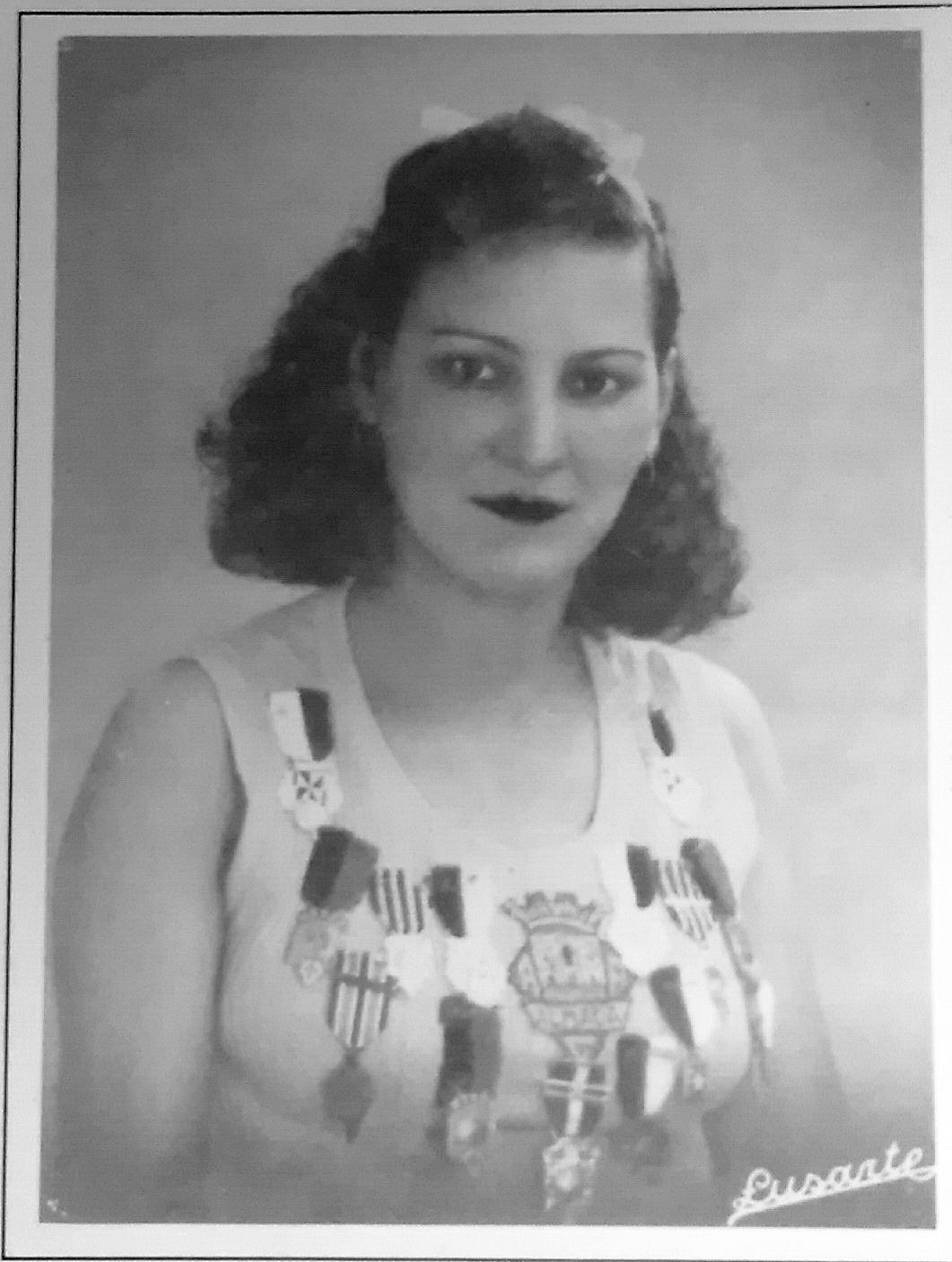
Almerinda Correia com a camisola de treinos e as medalhas conquistadas nos campeonatos de Atletismo (1949)

## Prêmios e reconhecimentos
Almerinda Correia participou em 46 provas individuais (de 1942 a 1948) das quais conseguiu 11 primeiros lugares, 11 segundos e 16 terceiros .
- Campeã de Lisboa do lançamento do peso em 1943, 1944, 1945 e 1946
- Campeã de Lisboa do lançamento do disco em 1946
- Campeã de Lisboa do lançamento do dardo em 1946
- Campeã Nacional do lançamento do peso em 1944 e 1945
- Campeã Nacional do lançamento do disco em 1945 e 1947
- Campeã Nacional do lançamento do dardo em 1945

Provas e modalidades em que participou
Almerinda Correia competiu em várias modalidades: 60 metros, 150 metros, Salto em Comprimento, Salto em Altura, Lançamento do Peso, Lançamento do Disco e Lançamento do Dardo. (destacou-se nos lançamentos, especialmente do Peso)
Melhores Marcas de Almerinda Correia
- Prova dos 60 metros: 8.8 (3º lugar nos Campeonatos Regionais Femininos - Salésias - 23 e 24 de junho de 1945)
- Prova dos 150 metros: 22.2 (3º lugar nos Campeonatos Nacionais Femininos - Lima - 26 e 27 de agosto de 1944)
- Salto em Comprimento: 4.13 (4º lugar nos Campeonatos Regionais Femininos - Lumiar - 6 e 13 de agosto de 1944)
- Salto em Altura: 1,20 (3º lugar nos Campeonatos Regionais Femininos - Salésias - 23 e 24 de junho de 1945)
- Lançamento do Peso: 8.70 (1º lugar nos Campeonatos Regionais Femininos - Salésias - 23 e 24 de junho de 1945) e ainda 8.08
(1º lugar nos Campeonatos Nacionais Femininos - Lima - 26 e 27 de agosto de 1944)
- Lançamento do Disco: 23.21 (1º lugar nos Campeonatos Nacionais Femininos - Lumiar - 3 de agosto de 1947) e também 20.06
(1º lugar nos Campeonatos Nacionais Femininos - Lumiar - 29 e 30 de julho de 1945)
- Lançamento do Dardo: 23.66 (2º lugar nos Campeonatos Regionais Femininos - Campo Benfica - 21 e 22 de agosto de 1947)

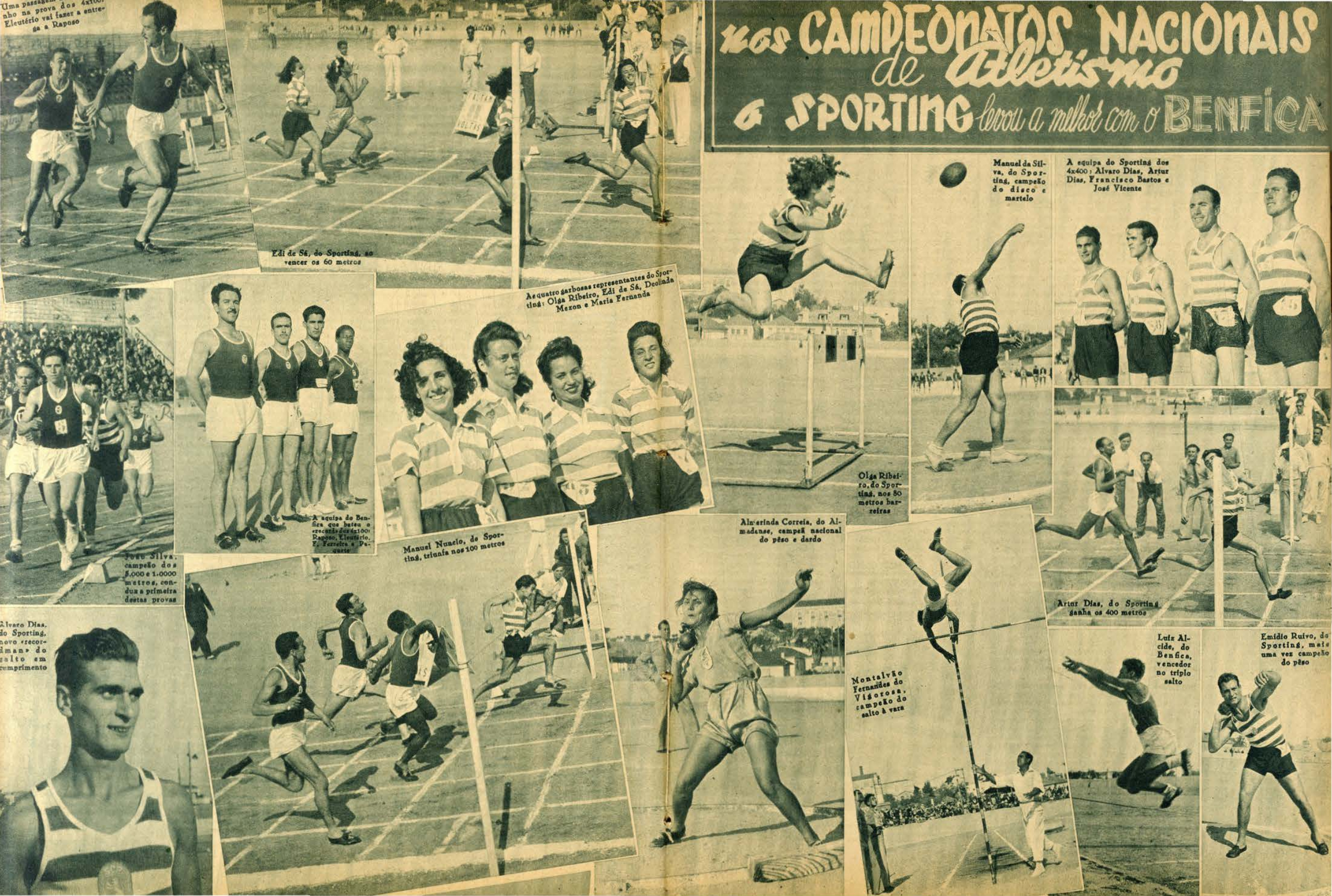
Artigo fotográfico da revista Stadium (N.º 139 de 1945) com os principais destaques do Campeonato Nacional de Atletismo de 1945

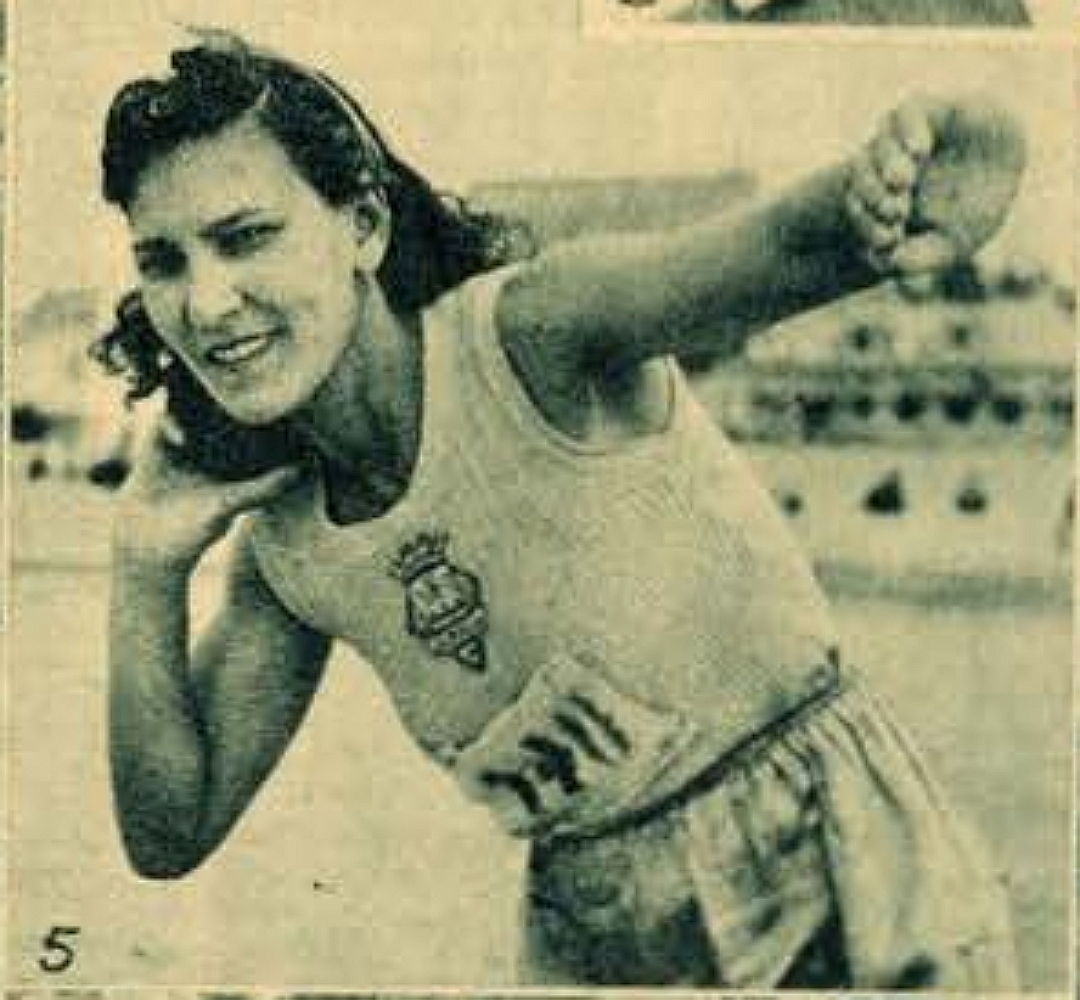
Almerinda Correia na prova de lançamento do peso, no Campeonato Regional de Séniores, em 1945 (Revista Stadium N.º 134 - 1945)

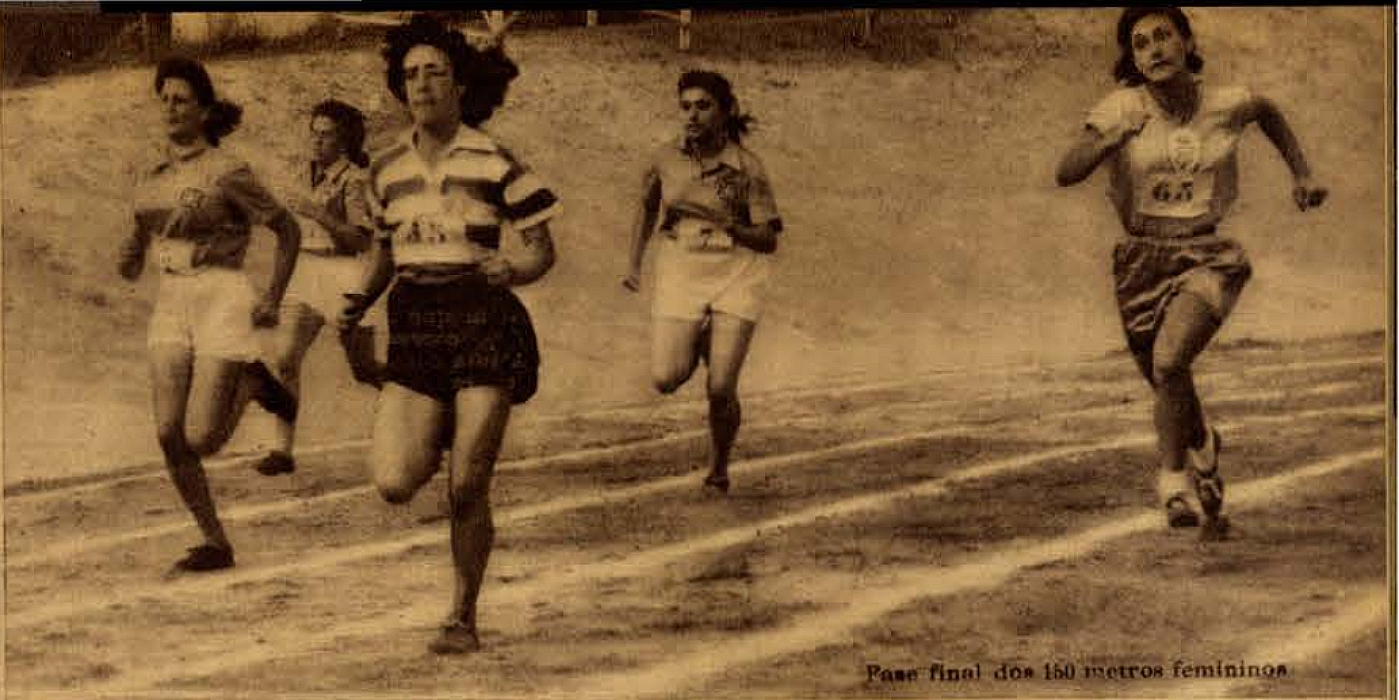
Almerinda Correia (à direita) na prova dos 100 metros femininos - Campeonato Nacional de Atletismo, no Porto, em 1944 (Revista Stadium)

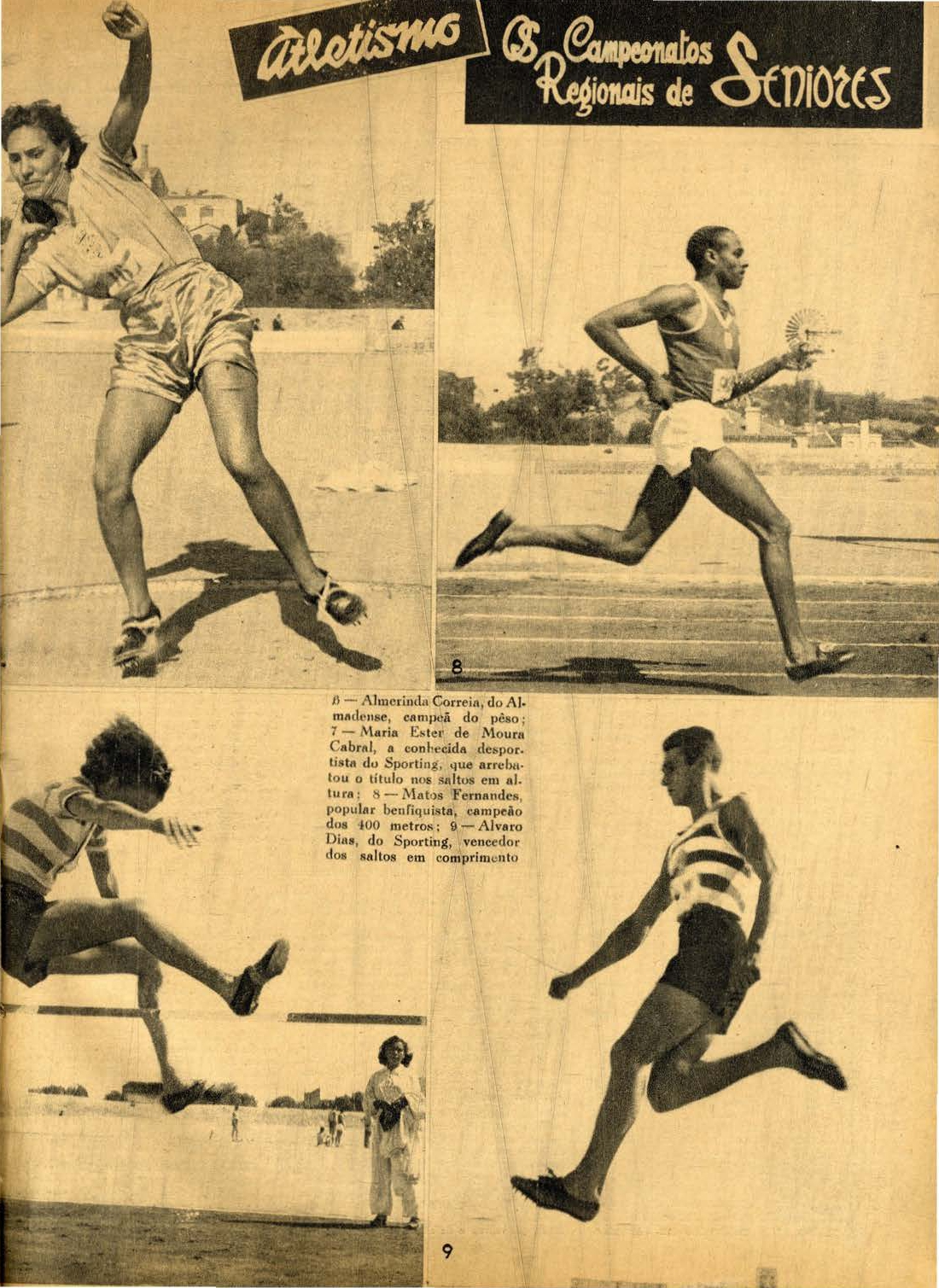
Almerinda Correia no lançamento do peso em 1944 (Revista Stadium N.º88 - 1944)

Almerinda Correia no lançamento do peso (Revista Stadium N.º194, 1946)